# مينورة مفتاحيم أرينا
مينورة مفتاحيم أرينا هي صالة متعددة الأستخدامات تقع في تل أبيب، إسرائيل. وهي الصالة الرسمية لنادي مكابي تل أبيب. تستوعب الصالة 10،383 مشجع.